# Blang Bati
Blang Bati is een bestuurslaag in het regentschap Bireuen van de provincie Atjeh, Indonesië. Blang Bati telt 377 inwoners (volkstelling 2010).